# ABC分析法
ABC分析法又稱帕累托分析法或巴雷托分析法、柏拉圖分析、主次因分析法 、ABC分类法、分類管理法、重點管理法、ABC管理法、abc管理、巴雷特分析法，是一种根据帕累托最优原则设计的分类方法，是确定库存等级的技术，常用于物资管理中，也称为选择性库存控制。
ABC分析法包括:
- A物品: 严格控制、准确记录
- B物品: 稍鬆控制、良好记录
- C物品: 简单控制、最少记录

ABC分类法能够对产品进行区别和分类，并能反映出每类产品的价值对库存、销售、成本等总价值的影响。
ABC为物品鉴定提供了很好的机制，大大减少了库存成本，也为确定不同库存等级提供了机制。
ABC分析提出，企业的库存管理不应只存在一个等级，因此，根据重要性，库存定义为三个等级(A, B和C)。

'A'物品非常重要，因为高价值，需要经常分析价值。另外，企业需要选择恰当的顺序(如‘及时制度’)，避免过量生产。

'B'物品比较重要，但没有‘A’物品那么重要，比‘C’物品重要。因此‘B’是一个中间等级。 

'C'物品不太重要。

## ABC 分析归类
每种类别没有明确界限，可根据目标、规则分类。ABC分析与帕累托原则类似，在'A'物品中，一般占数量较少，价值较高。

ABC分类示范：

- ‘A’ 物品 – 20%物品总量，70%年度消费值。

- ‘B’ items - 30%物品总量，25%年度消费值。
- ‘C’ items - 50%物品总量，5%年度消费值。[3]

另外，建议把ABC等级分解：:
1. "A" 约为10%物品，66.6%价值
2. "B" 约为20%物品，23.3%价值
3. "C" 约为70%物品，10.1%价值

## ERP套装中的ABC分析
主要ERP软件套装(SAP, Oracle, Microsoft等等)都建立了ABC分析功能。用户可根据自己设定的选项，执行ABC分析，系统执行ABC到物品(零件)。

## 加权运营ABC分类的实际运用
ABC分类在电子生产公司的中涉及4051个主要零件。

| ABC分类 | 物品数量 | 总额需求 |
| ------- | -------- | -------- |
| A       | 5％      | 70％     |
| B       | 10％     | 15％     |
| C       | 85％     | 15％     |
| Total   | 100％    | 100％    |

根据上述ABC分类，把零件总数降到约4000。
- 统一采购

当对4000个零件采取统一的采购制度，如每周配送和2周重新整理点(安全库存)，则没有配量限制，工厂4周内有16000项配送任务，平均库存为2.5周供给。 
| 统一       | 统一                       | 加权          | 加权                         |
| 物品       | 条件                       | 物品          | 条件                         |
| ---------- | -------------------------- | ------------- | ---------------------------- |
| 所有4000件 | 重整理点=2周 配送周期=每周 | A类200个物品  | 重整理点=1周 配送周期=每周   |
| 所有4000件 | 重整理点=2周 配送周期=每周 | B类400个物品  | 重整理点=2周 配送周期=每两周 |
| 所有4000件 | 重整理点=2周 配送周期=每周 | C类3400个物品 | 重整理点=3周 配送周期=每四周 |